# سيزار لونجو
سيزار لونجو (بالرومانية: Cezar Lungu)‏ هو لاعب كرة قدم روماني في مركز حراسة المرمى، ولد في 6 أبريل 1988 في ترجوفيشت في رومانيا. شارك مع منتخب رومانيا تحت 21 سنة لكرة القدم. أما مع النوادي، فقد لعب مع ستيوا بوخارست وستيودينتيسك بوخارست وكونكورديا كياجنا ونادي أسترا جورجو ونادي بترولول بلويشتي ونادي بوليتكنيكا ياش.

## وصلات خارجية
- سيزار لونجو على موقع قاعدة بيانات كرة القدم.إي يو (الإنجليزية)
- سيزار لونجو على موقع Soccerway.com (الإنجليزية)